# Barra vertical
La barra vertical o pleca és un signe gràfic que serveix per a separar blocs de text de diversa naturalesa, com ara les diferents accepcions d'un mot al diccionari, o les diverses línies d'un títol o d'un poema quan són citats en una sola línia seguida.
Té diversos usos en matemàtiques, on pot representar el concepte de valor absolut, entre d'altres. També s'usa en computació i programació. En tipografia és emprada com a divisor general, com té lloc en la retolació de certes estacions del metro de Barcelona: Torre Baró | Vallbona i El Maresme | Fòrum, per exemple.
El codi ASCII de la barra vertical és el 124 i en HTML s'escriu |.